# Андроник Асен Синадин
Андроник Раул Асен Палеолог (грчки: Ανδρόνικος Ραούλ Ασάνης Παλαιολόγος) (око 1330; † после 1356. године) био је представник више византијске аристократије и праунук бугарског цара Јована Асена III.
Андроник Асен је био син деспота Манојла Комнина Раула Асена и деспине Ане Синадин. Његова тетка царица Ирина Асен била је супруга византијског цара Јована VI Кантакузина.
Његов отац је имао запажену војну каријеру, примајући дужности великог примићура, стратега Димотике (1342. године) и гувернера Виза (1344. године). Андроник Асен, као веома близак члан царске породице, добио је титулу паниперсеваста (грч. πανυπερσεβαστος). Како је приметио византијски писац из 15. века Георги Кодин, према строгом дворском церемонијалу, паниперсевасти су се одликовали жутом бојом одеће (мантија, обућа, седло) и низом привилегија.
Око 1352. године Андроник Асен је био присталица свог рођака цара - савладара Матије Асена Кантакузина и уздигнут је у чин севастократора. Његова судбина после 1356. године није позната.